# Олександр Сенявський
Олександр Сенявський (пол. Oleksander Sieniawski, бл. 1490 — зима/весна 1568) — шляхтич, військовик, урядник Королівства Ягеллонів. Представник спольщеного українського шляхетського роду Сенявських гербу Леліва.

## Біографія
Син галицького хорунжого Рафаїла з Сеняви та його дружини (ім'я невідоме). Ротмістр кавалерії оборони поточної (припускають, за сприяння брата Миколая).
Змолоду брав участь разом з братами в сутичках з татарами в Галичині, на Поділлі; зоркема, у під Вишнівцем 1512 року, в обороні Теребовлі 1516, в 1524 році відбивав напад турків на Рогатин (захист оборонного костелу міста). За Марціном Кромером, разом із братами мав звитяги над татарами під Кам'янцем-Подільським, Верещатинцями, Підгайцями, Меджибожем. Служив при дворі Яна Амора Тарновського в м. Тарнів. У пописових реєстрах 1526-1528 років записаний як товариш із 8-кінним почтом гусарів в коругві брата Миколая. Брав участь у виправі брата під Очаків влітку 1529 року, у листопаді 1529 згаданий з 10-кінним почтом в обороні поточній.
23 червня 1531 року отримав лист на збір існуючої 100-кінної коругви вершників, складеної в основному з вояків Руського воєводства. Його ротмістрівський почт мав 24 коні. Брав участь в Обертинській кампанії Я. А. Тарновського. У рогатинському таборі легко погодився до складу відділу кавалерії писаря польного коронного Збіґнєва Слупецкого, який за наказом гетьмана мав звільнити Покуття від молдавських залог. Залишивши коругву, долучився до брата Миколая, 3-5 серпня з ним зайняв Тлумач, Тисменицю, Заболотів, Отинію. 5 серпня Я. А. Тарновський за заслуги в боях представив його королю для нагородження. Під Обертином повернувся до своєї коругви, яка у складі головної армії вирушила 16 серпня на відсіч Гвіздця. У битві біля міста бився в передовій стражі Януша Свєнціцького. У битві під Обертином 22 серпня зі своєю коругвою займав позицію перед передньою брамою табору у складі чільного гуфця кавалерії Миколая Іскшицького.
З жовтня 1531 року командував 100-кінною коругвою. Почет ротмістра становив 21, потім 12, 17 коней. 1535 року під командуванням Я. А. Тарновського брав участь у війні з московитами. 1536 служив в обороні поточній з 130-кінною коругвою. На пописі в Городку Ягайлонському у квітні 1537 року мав 120-кінну коругву. В листопаді 1537 року під командуванням брата Миколая брав участь у виправі на Молдавію, під час якої спалили Чернівці, Ботошани. Брав участь в програній битві над Серетом 1 лютого 1538, його коругву розбили. В серпні взяв участь з 200-кінною коругвою в облозі Хотина. 1539 — в обороні поточній з 150-кінною коругвою. В липні 1540 року на пописі в Рогатині мав 100-кінну коругву, 27 квітня 1542 — 100-кінну, під Брацлавом 22 вересня 1560-кінну, 16 липня 1543 під Меджибожем 100-кінну. Брав участь влітку 1542 року в погоні брата Миколая за татарами до Лебедина, у вересні асистував прикордонній комісії польсько-турецькій, яка мала зібратися в Тягині. Весною 1543 року брав участь у сутичці з білгородськими татарами на Поділлі. Основний тягар битв мав Бернард Претвич, тому 14 квітня 1543 на краківському сеймі став стражником польним коронним. Від 29 березня до 14 квітня отримав посаду стольника львівського.

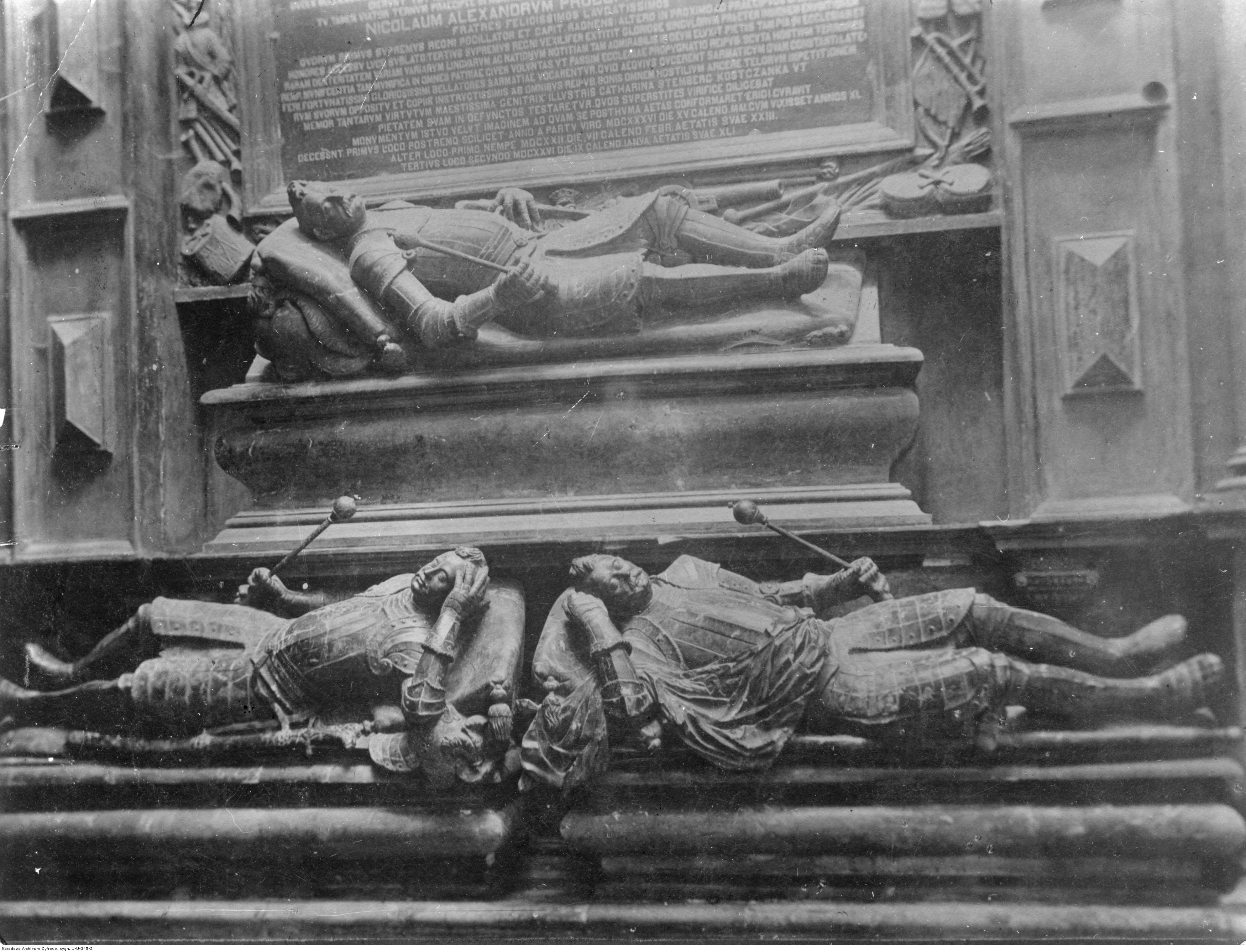
надгробок Олександра, Миколи і Прокопа Сенявських

У квітні-травні 1549 року брав участь у комісії з розмежування маєтностей короля, які державили люблинський воєвода А. Тенчинський та Клодніцькі, від дідичних сіл галицького хорунжого Станіслава Гербурта з Фельштина у Львівському повіті. Під час нападу кримського «царевича» Імін-Солтана на Поділля у вересні 1549 разом з Мацеєм Влодеком боронив лінію Верхнього Богу. 12 жовтня 1549, 5 жовтня 1550 в Летичеві на пописах мав 100-кінну корогву. 1550 року з братом Прокопом, Яном Гербуртом, князем Михайлом Вишневецьким відбив у татар ясир та награбоване. 28 червня 1551 року на пописі під Львовом мав 200-кінну коругву, яка брала участь у збройному захисті відбудови зруйнованого татарами Брацлава. На пописі в Ярмолинцях у вересні — 200-кінна корогва. Згаданий як свідок в акті голду молдавського господаря Александра Лопушняну у Бакоті 5 вересня 1551 р.; входив до групи Мацея Влодека, яка впровадила нового господаря до Сучави. На пописі в Теребовлі 18 травня 1553 року 100-кінна коругва, в 1554 отримав лист на збір 130-кінної, бо отримав виплачені кошти (жолд). В липні 1555 року служив у прусського князя Альбрехта. 3 серпня 1557 року на пописі в Теребовлі 130-кінна коругва, 16 травня 1558 — 150-кінна. Влітку 1559 року мав сутички з турками і татарами під Зіньковом (Поділля; втратив 20 коней). Перервав військову службу до 1563 р. Під його командою служили Якуб Бодзановський, Кшиштоф Кремпський.
Помер узимку чи весною 1568 р. (акти в травні 1568 р. вказують, що помер). Був похований у домініканському костелі Божого тіла у Львові.

### Маєтності
- Після поділу спадку 23 грудня 1529 року з братами, отримав спільно з Прокопом родинну Сеняву з 5-ма селами (Горошана, Ходорківці, Рудки, Малківці, Палюхів) у Львівській землі, село Луку в Галицькій. Був «доживотним» державцем королівщин у Львівському та Галицькому повітах, наданих батькові.
- Король Сигізмунд I Старий після битви під Обертином (22 серпня 1531) надав йому село Балин, яке він перетворив на місто.[4]
- У березні 1543 року викупив у Миколая Монастирського місто та замок королівські Червоногород (Червоне) з кількома селами.
- У березні 1554 року отримав на вічні часи Любчу та Жабокруки. Дарування села та фільварків Довпотів (Галицький повіт, 1547) було скасоване в 1563 році під час ревізії.
- 14 лютого 1557 року король дав згоду на викуп війтівства у Снятині з маєтками в Микулинцях (у 1564 році мало 5 сіл) з рук Пйотра Юсковського, села Залав'є (Теребовельський повіт) від Венглинських. 1566 рік мав позови від галицької шляхти через село Довге (розгляд у Львівському гродському суді). У червні 1567 року Венглинський подав позов через збройний напад на нього зі сторони А. Сенявського. 1567 року був комісаром королівським ревізії Стрийського староства, яке мала переказати Зофія Тарновська (дружина К. В. Острозького) братанку Миколаю.[5]

### Посади
Стольник львівський 1543 р., стражник на Поділлі 1543 р., підкоморій галицький (призначений 1548, підтверджено 9 квітня 1549 р. стражник польний коронний. Викупив у березні 1543 р. з рук Миколая Монастирського місто та замок королівські Червоногород (Червоне) з кількома селами на Поділлі.

### Сім'я
Був одружений з Катажиною (прізвище невідоме, жила в 1573 р.). Діти:
- Зофія — дружина Яна Олесницького,
- Анна — дружина сандецького каштеляна Станіслава Стадніцького.[5]